# Лакоста, Ян
Ян Лакоста (д’Акоста; 1665—1740) — придворный шут Петра I, Анны Иоанновны и герцога Бирона. Стал героем многочисленных анекдотов.

## Биография
Выходец из старинного рода евреев-марранов (невольных христиан), бежавших из Португалии из-под надзора инквизиции и живших в XVII—XVIII веках в Амстердаме, Лондоне и Гамбурге. После долгих странствий по Европе обосновался с отцом и братьями в Гамбурге, где открыл маклерскую контору. Затем давал уроки этикета. В 1712 или 1713 году был представлен посетившему город Петру I, который пригласил его вместе с семьёй в Россию.
Лакоста был человеком умным и ловким, хорошо образованным: говорил на шести европейских языках и превосходно знал Библию. Смешная, нескладная фигура и умение всем понравиться позволили ему стать шутом при дворе, где он получил имя Пётр Дорофеевич. Известно, что он помогал Петру I, которого называл «кумом», резать боярам полы кафтанов и стричь бороды. В 1717 году Ян Лакоста принял православие.
Пётр I любил вступать с ним в богословские споры и за усердную шутовскую службу пожаловал ему титул «самоедского короля», подарив ему один из безлюдных островов Финского залива — Соммерс, — в связи с чем Лакоста стал появляться на застольях в высоченной короне из жести, всегда сдвинутой на одно ухо.
По инициативе А. Д. Меншикова в 1723 году был сослан в уральскую деревню Кадерметева (ныне село в Каслинском районе Челябинской области) за связь с осуждённым на смерть вице-канцлером П. П. Шафировым (ум. 1739). Вновь был возвращён ко двору императрицей Анной Иоанновной.

## В культуре
- Является эпизодическим персонажем романов В. С. Пикуля «Слово и дело» (1974) и «Государева невеста».
- Один из героев исторического романа Д. Маркиша «Еврей Петра Великого» (2001).
- Один из эпизодических персонажей романа «Господин аптекарь» писателя Виктора Бритвина (2015).